# A Girl Named Tamiko
A Girl Named Tamiko is een Amerikaanse dramafilm uit 1962 onder regie van John Sturges. De film werd destijds uitgebracht onder de titel Het meisje Tamiko.

## Verhaal
De fotograaf Ivan Kalin maakt Fay Wilson het hof. Hij wil met haar trouwen om Amerikaans staatsburger te worden. Hij is in feite verliefd op Tamiko, maar hij wil ook graag weg uit Japan.

## Rolverdeling
| Acteur          | Personage      |
| --------------- | -------------- |
| Laurence Harvey | Ivan Kalin     |
| France Nuyen    | Tamiko         |
| Martha Hyer     | Fay Wilson     |
| Gary Merrill    | Max Wilson     |
| Michael Wilding | Nigel Costairs |
| Miyoshi Umeki   | Eiko           |
| Steve Brodie    | James Hatten   |
| Lee Patrick     | Mary Hatten    |
| John Fujioka    | Minya          |
| Bob Okazaki     | Kimitaka       |
| Richard Loo     | Otani          |
| Philip Ahn      | Akiba          |